# 格兰·梅德罗斯
格蘭·阿蘭·梅德羅斯（Glenn Alan Medeiros，1970年6月24日—）是葡萄牙裔的美國前夏威夷州歌手。
他的成名曲是1987年翻唱喬治·班森的此情永不移（Nothing's Gonna Change My Love For You）。該曲當年曾獲得英法德三國流行歌曲排行榜的第一名。現時已淡出歌壇，轉為教師。